# Samogítia

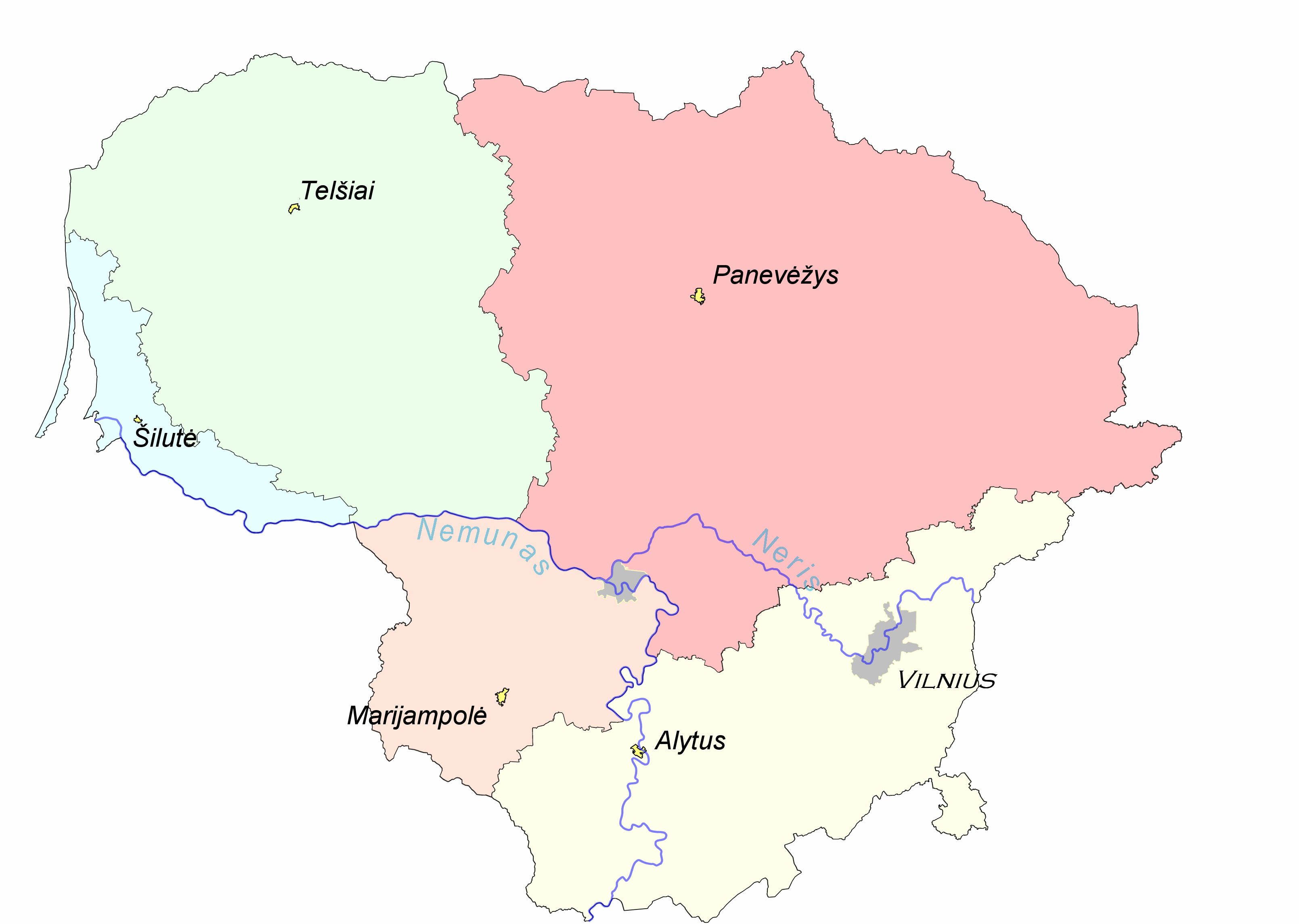
Regions ètniques de Lituània. La Samogítia en verd

Samogítia o Samogícia (en samogitià: Žemaitėjė, en lituà: Žemaitija, en llatí: Capitanatus Samogítiae) és el nom d'una regió etnohistòrica corresponent a la major part de l'occident de l'actual Lituània, a la vora del mar Bàltic; té com a límits, al sud el riu Neman, que la separa de la Borússia (actualment óblast de Kaliningrad), al nord el riu Venta, que la separa de la Curlàndia, mentre que els límits orientals amb la resta de Lituània mai no han estat totalment definits.
Segons els documents oficials de l'actual estat lituà la Samogítia té una àrea de 21.000 km² i una població que ronda els 300.000 habitants. La ciutat considerada capital cultural és Telšē, que és també l'antiga capital del Ducat de Samogítia (Zemaiciu seniūnija), la petita ciutat abans anomenada Medininkai i avui Varniai.
En l'actualitat (2007) el territori samogitià està repartit entre diversos districtes (apskritis) lituans: una petita zona occidental del Kaunas, el de Šiauliai, el de Tauragė i Telšiai i la part nord dels apskritis de Klaipėda i Marijampolė constitueixen una regió etnocultural lituana.

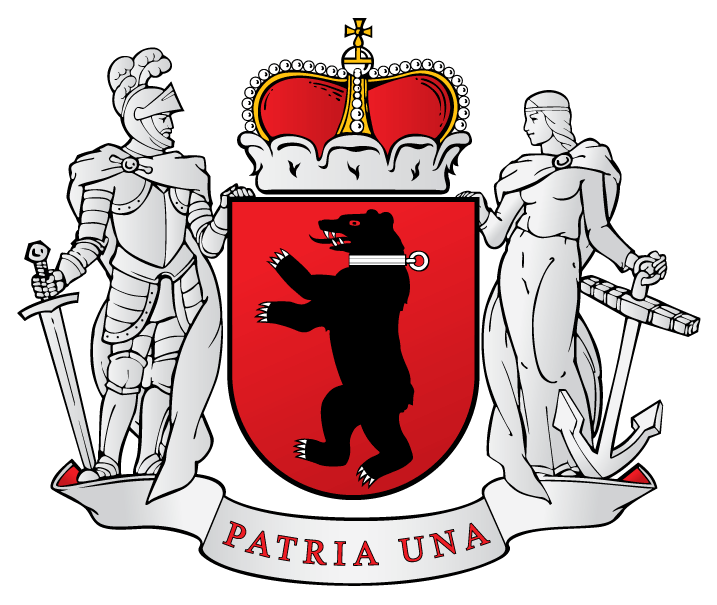
Escut d'armes de Samogítia

## Toponímia
El nom "Samogítia" és una llatinització de noms utilitzats durant l'edat mitjana: Samaitiæ, Zamaitiae, Zamaytae, Samathae, Samethi o altres variants: Żmudź (en polonès), Schmudien o Schmaiten (en alemany), Smutsian o Smutzian (en anglès), els quals deriven del lituà Žemaitija, topònim que és una contracció de Žemės žemaitēs ('Terres baixes'), en contraposició a Žemės aukštaitēs ('Terres altes') o Aukštaitija, donat a la resta de Lituània.

## Geografia i clima
El relleu de la Samogítia és el típic de l'escut bàltic, és a dir, un territori molt pla amb estructures arcaiques. El relleu, molt suau, és produït en gran manera per l'avanç i retrocés dels gels durant les glaciacions, per la qual cosa hi ha lleugeres depressions que donen lloc a llacunes, pantans i torberes. La mateixa activitat glacial ha format uns lleugeríssims turons morrènics al sud-est d'aquest territori, on cap altitud natural supera els 80 m. Al centre de la Samogítia existeix un altiplà gairebé imperceptible on se situa la major altitud de Lituània: la muntanya Medvėgalis, amb 235 m d'altitud.
A les costes trobem dunes. D'aquesta manera, malgrat el nom, la major part de Samogítia se situa en un lleuger altiplà. Les terres més baixes que li donen nom es troben en el límit amb la Lituània oriental, a l'entorn del riu Nevėžis. Hi abunden els rierols i modestos rius que formen una intricada xarxa hídrica. D'aquests rius, el principal és el Virvytė, que discorre pel centre del país.
Les terres solen ser sorrenques i recobertes naturalment per boscos de bedolls, faigs i avets. La fauna natural està molt empobrida per l'acció antròpica, i ja s'han extingit els urs, bisons, ossos, llops i ants, però es mantenen alguns pocs cérvols, senglars (molts reintroduïts amb fins cinegètics) i guineus.
El clima és fred amb un perllongat hivern, en el qual són comunes les nevades i la poca heliofania (les hores de sol durant l'hivern es redueixen a aproximadament el període que va de les 9 del matí a les 15 hores). Això es veu compensat per la gran quantitat d'hores de sol durant l'estiu. Les temperatures, encara que fresques, es veuen moderades (atenuades) per efecte de la proximitat del mar i l'alta humitat. No obstant això, la mateixa humitat sol provocar una baixa sensació tèrmica durant la primavera i l'estiu.

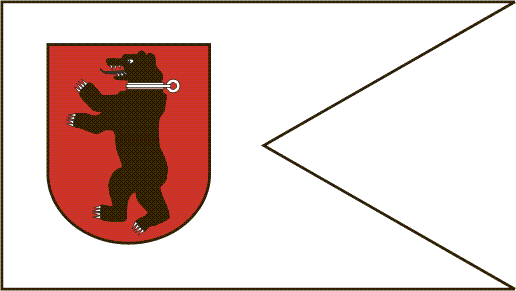
Bandera de Samogítia (és una de les poques banderes de contorns no rectangulars)

## Etnografia
Els samogitians formen part dels baltoeslaus o bàltics, però són un grup ètnic diferenciat, principalment per la seva llengua (V: samogitià) respecte a la resta dels lituans. Tal llengua (considerada un dialecte per l'estat lituà) es divideix en tres subdialectes i pot considerar-se un idioma a causa de la baixa "transparència" o intel·ligibilitat per als altres lituans. Tanmateix, els samogitians es consideren lituans, fins i tot els lituans "per excel·lència", i tot i que mantenen la seva llengua parlen correntment el lituà (o "alt lituà"). La religió predominant n'és el cristianisme catòlic.

Distribució dels samogitians cap a l'any 1200 entre altres pobles bàltics: els noms estan en anglès

## Història
Abans de la formació de l'estat lituà, la Samogítia va estar governada per una noblesa local. Les cròniques esmenten dos ducs de la Samogítia el 1219 com a signataris d'un tractat amb Volínia (tractat de Volínia). Després de la formació del Gran Ducat de Lituània, la Samogítia va esdevenir un territori vassall, encara que la influència del gran duc lituà va ser molt limitada, fins al punt que durant el regnat del primer cap d'estat lituà Mindaugas els samogitians van prosseguir amb la seva política independent lluitant contra els Germans Livonians de l'Espasa, tot i que Mindaugas havia signat amb tal orde un tractat de pau.
Durant dos segles la Samogítia va jugar un rol crucial, en refrenar l'expansió de l'orde Teutònic, quan els samogitians van derrotar els croats de l'orde Livonià a la batalla de Saule (1236), la batalla de Skuodas (1259) i la batalla de Durbe (1260).
Dins el context de les ferotges lluites mampreses pels invasors cavallers teutònics, els dirigents lituans Jogaila i Vytautas van cedir als teutònics feus a Samogítia el 1382, 1398 i 1404. No obstant això, l'orde Teutònic no va arribar mai a controlar completament aquest territori, i els samogitians es van rebel·lar el 1401 i 1409. Després de la seva derrota a la batalla de Grunwald el 1410 i en les guerres següents, l'orde Teutònic va cedir el 1422 la Samogítia al Gran Ducat de Lituània. El 1441 va ser reconeguda per Casimir IV Jagelló l'existència del Ducat de Samogítia, que es perllongaria fins al 1795.
Els samogitians van ser un dels últims pobles europeus que van acceptar al cristianisme, el 1413. El seu "paganisme" havia estat el pretext per als atacs de l'orde Livonià i els Cavallers teutònics. A causa de les perllongades guerres contra aquests es va establir en aquest petit país una estructura sociopolítica que va diferir notòriament de la de la resta de Lituània: a Samogítia existia una proporció més alta de grangers lliures i les propietats eren més petites que a la resta de Lituània.
Al segle xviii la Samogítia va córrer pràcticament la mateixa sort que tota Lituània. El 1795 aquest territori va passar a l'Imperi Rus amb el nom rus de Vilnaskaya guberniya (Gubèrnia de Vílnius), i el nom de Samogítia quedà restringit a una diòcesi eclesial. El 1843 el règim tsarista rus la va incorporar a la nova Gubèrnia de Kaunas (en rus: Kovnoskaya guberniya).
Durant el segle xix, en el marc de les guerres napoleòniques la ciutat de Šiauliai va passar momentàniament a mans del Regne de Prússia. En concloure aquestes guerres va tornar íntegrament a Rússia. Va ser en aquesta època que la Samogítia es va transformar en el centre del renaixement lituà, en donar exemple de la resistència a les temptatives de germanització, russificació i, fins i tot, de polonització. Després de concloure la Primera Guerra Mundial el territori va passar a formar part de l'estat independent de Lituània, i des de llavors fins ara la història és la de Lituània.

## Ciutats
En primer lloc el nom en samogitià:
- Šiaulē/Šiauliai: 133.883 hab.
- Mažeikē/Mažeikiai: 42.675
- Telšē/Telšiai: 31.460 (capital - suostėnė)
- Tauragie/Tauragė: 29.124
- Plongė/Plungė: 23.436
- Kretinga
- Skouds/Skuodas
- Gargždā/Gargždai
- Šėlalė/Šilalė
- Palonga/Palanga
- Raseinē/Raseiniai
- Salontā/Salantai
- Rėitāvs/Rietavas

## Dirigents de Samogítia
Títol (en singular): kunigaikštis –'príncep'– o Didysis kunigaikštis –'gran príncep'–:
- Gimbautas (segle xi)
- Kiernus (s. XI)
- Kukovytas (s.XI)
- Montvilas (?-1070)
- Vykintas (entre els segles XI-xii)
- Trabus (ca. 1268/1267)
- Romanas (ca 1267/1270)
- Narimantas (1270-?)